# Critics' Choice Television Award du meilleur acteur dans une série télévisée comique

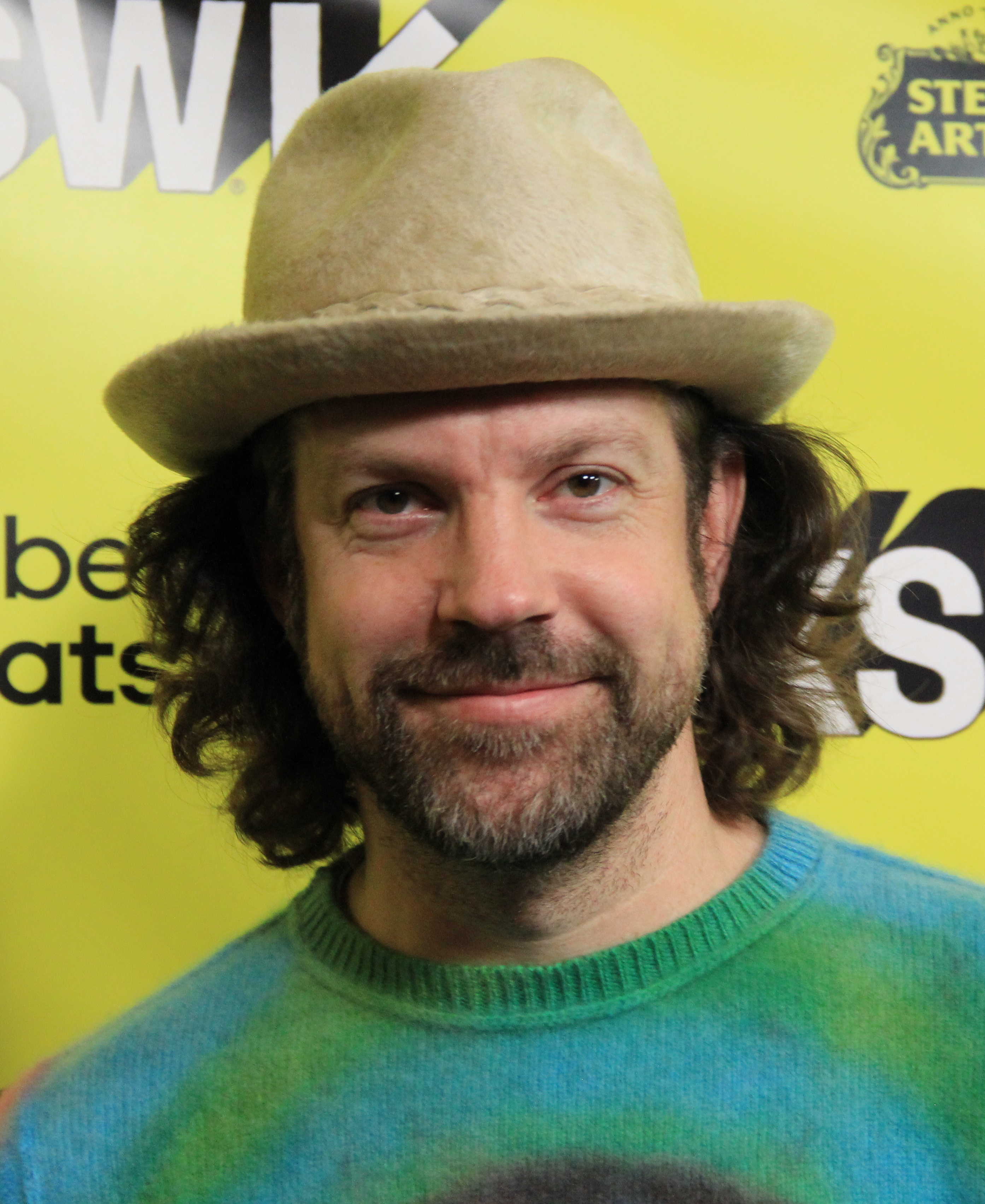
Jason Sudeikis est nommé meilleur acteur dans une série télévisée comique de 2021.

Le Critics' Choice Television Award du meilleur acteur dans une série télévisée comique (en anglais : Critics' Choice Television Award for Best Actor in a Comedy Series) est l'une des récompenses décernées aux professionnels de l'industrie du cinéma par le jury de la Broadcast Television Journalists Association depuis 2011. Elle fait partie des annuels Critics' Choice Television Awards.

## Palmarès

### Années 2010
- 2011 : Jim Parsons pour le rôle du Dr Sheldon Cooper dans The Big Bang Theory
  - Alec Baldwin pour le rôle de Jack Donaghy dans 30 Rock
  - Steve Carell pour le rôle de Michael Scott dans The Office
  - Louis C.K.  pour le rôle de Louie dans Louie
  - Charlie Day pour le rôle de Charlie Kelly dans Philadelphia
  - Joel McHale pour le rôle de Jeff Winger dans Community

- 2012 : Louis C.K.  pour le rôle de Louie dans Louie
  - Don Cheadle pour le rôle de Marty Kaan dans House of Lies
  - Larry David pour son propre rôle dans Larry et son nombril (Curb Your Enthusiasm)
  - Garret Dillahunt  pour le rôle de Burt Chance dans Raising Hope
  - Joel McHale pour le rôle de Jeff Winger dans Community
  - Jim Parsons pour le rôle du Dr Sheldon Cooper dans The Big Bang Theory

- 2013 : Louis C.K.  pour le rôle de Louie dans Louie
  - Don Cheadle pour le rôle de Marty Kaan dans House of Lies
  - Jake Johnson pour le rôle de Nick Miller dans New Girl
  - Jim Parsons pour le rôle du Dr Sheldon Cooper dans The Big Bang Theory
  - Adam Scott  pour le rôle de Ben Wyatt dans Parks and Recreation
  - Jeremy Sisto pour le rôle de George Altman dans Suburgatory

- 2014 : Jim Parsons pour le rôle du Dr Sheldon Cooper dans The Big Bang Theory
  - Louis C.K. pour le rôle de Louie dans Louie
  - Chris Messina pour le rôle du Dr Danny Castellano dans The Mindy Project
  - Thomas Middleditch pour le rôle de Richard Hendriks dans Silicon Valley
  - Adam Scott pour le rôle de Ben Wyatt dans Parks and Recreation
  - Robin Williams pour le rôle de Simon Roberts dans The Crazy Ones

- 2015 : Jeffrey Tambor pour le rôle de Maura Pfefferman dans Transparent
  - Anthony Anderson pour le rôle d'Andre "Dre" Johnson Sr. dans Black-ish
  - Will Forte pour le rôle de Phil Miller dans The Last Man on Earth
  - Johnny Galecki pour le rôle du Dr Leonard Hofstadter dans The Big Bang Theory
  - Chris Messina pour le rôle du Dr Danny Castellano dans The Mindy Project
  - Thomas Middleditch pour le rôle de Richard Hendriks dans Silicon Valley
- 2016 : Jeffrey Tambor pour le rôle de Maura Pfefferman dans Transparent
  - Anthony Anderson pour le rôle d'Andre "Dre" Johnson Sr. dans Black-ish
  - Aziz Ansari pour le rôle de Dev Shah dans Master of None
  - Will Forte pour le rôle de Phil Miller dans The Last Man on Earth
  - Randall Park pour le rôle d'Eddie Huang dans Bienvenue chez les Huang (Fresh Off the Boat)
  - Fred Savage pour le rôle de Stewart Sanderson dans The Grinder

- 2016 : Donald Glover pour le rôle d'Earnest "Earn" Marks dans Atlanta
  - Anthony Anderson pour le rôle d'Andre "Dre" Johnson Sr. dans Black-ish
  - Will Forte pour le rôle de Phil Miller dans The Last Man on Earth
  - Bill Hader pour le rôle de plusieurs personnages dans Documentary Now!
  - Patrick Stewart pour le rôle de Walter Blunt dans Blunt Talk
  - Jeffrey Tambor pour le rôle de Maura Pfefferman dans Transparent

- 2018 : Ted Danson pour le rôle de Michael dans The Good Place
  - Anthony Anderson pour le rôle d'Andre "Dre" Johnson Sr. dans Black-ish
  - Aziz Ansari pour le rôle de Dev Shah dans Master of None
  - Hank Azaria pour le rôle de Jim Brockmire dans Brockmire
  - Thomas Middleditch pour le rôle de Richard Hendricks dans Silicon Valley
  - Randall Park pour le rôle de Louis Huang dans Bienvenue chez les Huang (Fresh Off the Boat)

- 2019 : Bill Hader pour le rôle de Barry Berkman / Barry Block dans Barry
  - Hank Azaria pour le rôle de Jim Brockmire dans Brockmire
  - Ted Danson pour le rôle de Michael dans The Good Place
  - Michael Douglas pour le rôle de Sandy Kominsky dans La Méthode Kominsky (The Kominsky Method)
  - Donald Glover pour le rôle de Earnest « Earn » Marks dans Atlanta
  - Jim Parsons pour le rôle de Sheldon Cooper dans The Big Bang Theory
  - Andy Samberg pour le rôle de Jake Peralta dans Brooklyn Nine-Nine

### Années 2020
- 2020 : Bill Hader pour le rôle de Barry Berkman / Barry Block dans Barry
  - Ted Danson pour le rôle de Michael dans The Good Place
  - Walton Goggins pour le rôle de Wade dans The Unicorn
  - Eugene Levy pour le rôle de Johnny Rose dans Schitt's Creek
  - Paul Rudd pour le rôle de Miles Elliot dans Living with Yourself
  - Bashir Salahuddin pour le rôle de Sherman McDaniel dans Sherman's Showcase
  - Ramy Youssef pour le rôle de Ramy Hassan dans Ramy

- 2021 : Jason Sudeikis pour le rôle de Ted Lasso dans Ted Lasso
  - Hank Azaria pour le rôle de Jim Brockmire dans Brockmire
  - Matt Berry pour le rôle de Laszlo Cravensworth dans What We Do in the Shadows
  - Nicholas Hoult pour le rôle de Pierre III dans The Great
  - Eugene Levy pour le rôle de Johnny Rose dans Bienvenue à Schitt's Creek (Schitt's Creek)
  - Ramy Youssef pour le rôle de Ramy Hassan dans Ramy

- 2022 : Jason Sudeikis – Ted Lasso
  - Iain Armitage – Young Sheldon
  - Nicholas Hoult – The Great
  - Steve Martin – Only Murders in the Building
  - Kayvan Novak – What We Do in the Shadows
  - Martin Short – Only Murders in the Building

- 2023 : Jeremy Allen White – The Bear
  - Matt Berry – What We Do in the Shadows
  - Bill Hader – Barry
  - Keegan-Michael Key – Reboot
  - Steve Martin – Only Murders in the Building
  - D'Pharaoh Woon-A-Tai – Reservation Dogs

- 2024 : Jeremy Allen White pour le rôle de Carmen "Carmy" Berzatto dans The Bear
  - Bill Hader pour le rôle de Barry Berkman dans Barry
  - Steve Martin pour le rôle de Charles-Haden Savage Only Murders in the Building
  - Kayvan Novak pour le rôle de Nandor l'Inflexible dans What We Do in the Shadows
  - Drew Tarver pour le rôle de Cary Dubek dans The Other Two
  - D'Pharaoh Woon-A-Tai pour le rôle de Bear Smallhill dans Reservation Dogs

- 2025 : Adam Brody pour le rôle de Noah Roklov dans Nobody Wants This
  - Brian Jordan Alvarez pour le rôle de Evan Marquez dans English Teacher
  - David Alan Grier pour le rôle de Ron dans St. Denis Medical
  - Steve Martin pour le rôle de Charles-Haden Savage dans Only Murders in the Building
  - Kayvan Novak pour le rôle de Nandor l'Inflexible dans What We Do in the Shadows
  - Martin Short pour le rôle de Oliver Putnam dans Only Murders in the Building

## Statistiques

### Récompenses multiples
2 : Louis C.K., Jim Parsons, Jeffrey Tambor

### Nominations multiples
4 : Anthony Anderson, Louis C.K., Jim Parsons
3 : Thomas Middleditch, Jeffrey Tambor
2 : Aziz Ansari, Don Cheadle, Will Forte, Joel McHale, Chris Messina, Randall Park, Adam Scott